# Paraphauloppia australis
Paraphauloppia australis är en kvalsterart som först beskrevs av Hammer 1962.  Paraphauloppia australis ingår i släktet Paraphauloppia och familjen Oribatulidae. Inga underarter finns listade i Catalogue of Life.